# Heinrich Anz (Literaturwissenschaftler)
Heinrich Anz (* 21. Juli 1942 in Marburg) ist ein deutscher Literaturwissenschaftler und Hochschullehrer. 

## Leben
Nach dem Abitur studierte Heinrich Anz ab 1962 Germanistik, Philosophie und Altphilologie an den Universitäten Tübingen, (West-)Berlin und Heidelberg. 1968 legte er das Staatsexamen ab. Er war Stipendiat des Evangelischen Studienwerks Villigst. 
Von 1968 bis 1976 war Heinrich Anz als wissenschaftlicher Mitarbeiter am Deutschen Seminar der Universität Heidelberg und anschließend bis 1982 als Lektor für Neuere deutsche Literatur am Institut for germansk filologi der Universität Kopenhagen in Dänemark tätig. Im Jahre 1978 promovierte er an der Universität Heidelberg zum Dr. phil. Das Thema seiner Dissertation lautete: Die Bedeutung poetischer Rede. Studien zur hermeneutischen Begründung und Kritik von Poetologie und erschien 1979 bei Fink in München im Druck.
1983 erfolgte seine Ernennung zum Professor für Neuere deutsche Literatur am Institutt for språk og litteratur der Universität Tromsø in Norwegen. Im Anschluss hatte er bis 1999 die Professur für Neuere Skandinavische Literatur am Institut für Vergleichende Germanische Philologie und Skandinavistik der Universität Freiburg inne. Danach war er bis 2008 ordentlicher Professor für Nordgermanische Philologie und Direktor des Instituts für Vergleichende Germanische Philologie und Skandinavistik der Universität Freiburg und gleichzeitig Studiendekan der Philosophischen Fakultät III bzw. Philologischen Fakultät und Vorsitzender der Studienkommission. Am 1. April 2008 wurde Heinrich Anz pensioniert. Seitdem ist er Honorarprofessor für Skandinavistik/Literaturwissenschaft am Nordeuropa-Institut der Humboldt-Universität zu Berlin.

## Werke (Auswahl)
- Die Bedeutung poetischer Rede. Studien zur hermeneutischen Begründung und Kritik von Poetologie (Text & Kontext, Sonderreihe, Bd. 6), München, 1979.
- (Hrsg.): Kierkegaard und die deutsche Philosophie seiner Zeit. Vorträge des Kolloquiums am 5. und 6. November 1979, Kopenhagen, 1980.
- (Hrsg.): Die Rezeption Søren Kierkegaards in der deutschen und dänischen Philosophie und Theologie. Vorträge des Kolloquiums am 22. und 23. März 1982, Kopenhagen, 1983.
- (Hrsg.): Das große nordische Orakel. Henrik Ibsen als Leitbild der Moderne (= Skandinavistik, Bd. 4). Lit, Berlin/Münster 2009, ISBN 3-8258-1038-0.